# Бушеми, Стив
Сти́вен Ви́нсент (Стив) Буше́ми (англ. Steven Vincent (Steve) Buscemi; род. 13 декабря 1957, Бруклин, Нью-Йорк, США) — американский актёр кино, телевидения и озвучивания, кинорежиссёр. Лауреат премий «Эмми» и «Золотой глобус». Известность Бушеми принесли такие фильмы, как «Прощальные взгляды» (1986), «Нью-йоркские истории» (1989), «Таинственный поезд» (1989), «Бешеные псы» (1992), «Отчаянный» (1995), «Воздушная тюрьма» (1997), «Армагеддон» (1998), «Серая зона» (2001), «Призрачный мир» (2001), «Крупная рыба» (2003) и «Смерть Сталина» (2017). Он также известен по сотрудничеству с братьями Коэн, у которых снялся в фильмах «Перекрёсток Миллера» (1990), «Бартон Финк» (1991), «Подручный Хадсакера» (1994), «Фарго» (1996) и «Большой Лебовски» (1998).
На телевидении Бушеми известен благодаря роли Еноха «Наки» Томпсона в криминальном телесериале HBO «Подпольная империя» (2010—2014), принёсшей ему премию «Золотой глобус», две премии Гильдии киноактёров США, а также две номинации на «Эмми».
Бушеми дебютировал в качестве режиссёра в 1996 году, с фильмом «Под сенью крон». Он также снял фильмы «Зверофабрика» (2000), «Одинокий Джим» (2005) и «Интервью» (2007), и эпизоды таких сериалов, как «Убойный отдел», «Клан Сопрано», «Тюрьма Оз», «Студия 30» и «Сестра Джеки».

## Биография

### Ранние годы
Родился 13 декабря 1957 года в семье Дороти и Джона Бушеми. У Стива было трое братьев — Йон, Кен и Майкл. Предки отца были родом из сицилийского города Менфи, сам отец — ветеран Корейской войны — работал ассенизатором. Мать — ирландка, работала официанткой в сети Howard Johnson’s. Стив окончил школу «Уэлли — Стрим Сентрал» на Лонг-Айленде. В начале 1980-х служил пожарным в Нью-Йорке. В 1984 году уехал в Голливуд. Во время терактов 11 сентября 2001 года вернулся в свой пожарный участок и вместе с другими пожарными разгребал завалы.
В нескольких режиссёрских работах Стива снялся его брат, тоже актёр, — Майкл Бушеми.

### Карьера

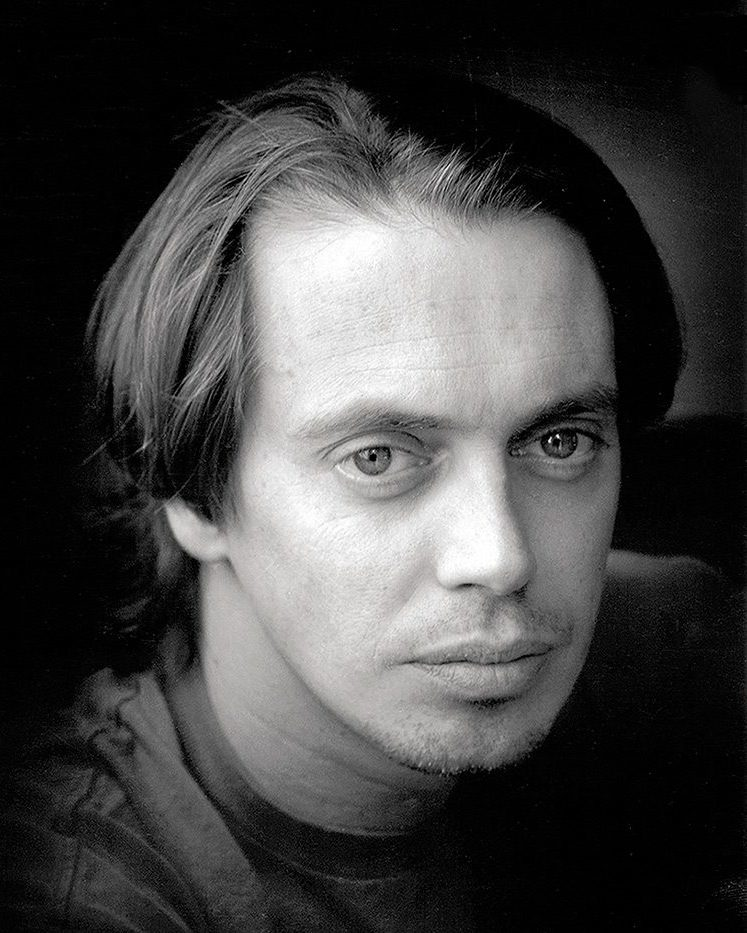
Стив Бушеми в 1996 году

Перед своим дебютом в кино Бушеми активно выступал в Pyramid Cocktail Lounge и других заведениях no wave в центре Нью-Йорка. На протяжении многих лет он выступал вместе с Марком Буном-младшим в комических сценках. В 1988 году они представили театральный дуэт под именем Buscemi and Boone в La MaMa Experimental Theatre Club с оригинальной черной комедией, названной In Your Mind, с одной расширенной пьесой под названием Two Americans in Paris. Сюжет Two Americans in Paris разворачивается в 1960-х годах в Париже и раскрывает манипулятивные взаимодействия между двумя молодыми американцами в бистро.
Также Бушеми запомнился сольными выступлениями в проекте Джона Джесуруна Chang in a Void Moon и в адаптации пьесы Уильяма Шекспира Titus Andronicus, поставленной Кестутисом Накасом. Его кинодебют состоялся в 1985 году в фильме «Как есть, или Эвридика на авеню» Эрика Митчела, относящемся к движению no wave cinema. Среди других ранних работ можно отметить Parting Glances (1986) и эпизод сериала Miami Vice в том же году. В 1989 году Бушеми снялся в четырех фильмах, включая комедию Джеймса Айвори «Рабы Нью-Йорка» и сегмент «Уроки жизни» в антологии «Нью-йоркские истории» от Мартина Скорсезе, который получил неоднозначные отзывы, но был отмечен Роджером Эбертом как выдающийся. Также он сыграл Чарли-парикмахера в независимом фильме Джима Джармуша «Таинственный поезд» и был номинирован на премию «Независимый дух».
В 1990 году он исполнил роль Минка Ларуи в криминальном неонуарном фильме братьев Коэн «Перекрёсток Миллерса», где также снимались Гэбриел Бирн, Марсия Гей Харден и Джон Туртурро. Это был первый из пяти фильмов братьев Коэн, в которых принял участие Бушеми. Кинокритик Роджер Эберт охарактеризовал ленту как ту, что, скорее всего, понравится истинным любителям кино за её связь с прошлыми эпохами. В этом же году он сыграл Пробирку, помощника Джимми Джампа, которого сыграл Лоуренс Фишберн, в фильме Абеля Феррары «Король Нью-Йорка», а также Эдварда в антологии «Рассказы с тёмной стороны: Кино», где стал главной фигурой сегмента «Лот 249». В 1991 году он воплотил образ посыльного Чета в черной комедии «Бартон Финк». Его первой значительной ролью стала работа над персонажем Адольфо Ролло в фильме «В супе» (1992). Большее внимание к себе он привлёк, сыграв мистера Розового в «Бешеных псах» (1992), за что получил награду Independent Spirit Award. В 1992 году он также появлялся в ряде других проектов, включая участие в культовом фильме «Эд и его мертвая мать». В 1999 году он снялся в комедии «Большой папочка» вместе с Адамом Сэндлером. В начале 2000-х Бушеми продолжал исполнять роли второго плана. Он сыграл Сеймура в черной комедии «Призрачный мир» (2001) с Скарлетт Йоханссон и Торой Бирч, фильм был тепло принят критиками; Роджер Эберт отметил, что «это та роль, к которой Бушеми стремился в течение всей своей карьеры». За свою работу он получил многочисленные номинации, включая «Золотой глобус» за лучшую мужскую роль второго плана. В 2001 году он озвучил Рэндалла Боггса в анимационном фильме Disney Pixar «Корпорация монстров», который оказался успешным как у зрителей, так и у критиков, получив номинацию на «Оскар» за лучший анимационный фильм. Он продолжал работать в анимации, вернувшись к роли Рэндалла в фильме «Университет монстров» (2013), а также выступал в «Дом на полигоне» (2004) и «Паутине Шарлотты».
В 2004 году Бушеми вступил в состав актёров культового сериала HBO «Клан Сопрано», сыграв Тони Бландетто, за что был номинирован на «Эмми». В предыдущие годы он также работал как режиссёр в некоторых из самых высоко оцененных эпизодов сериала.
Бушеми также появился в музыкальном клипе на кавер-версию песни Боба Марли «Redemption Song» от Джо Страммера. Он продолжал работать в комедийных фильмах, часто с Адамом Сэндлером, и снимался в независимых драмах, таких как «Крупная рыба» (2003) и «Кофе и сигареты» (2003). В это время он также озвучивал персонажей в ряде анимационных проектов, таких как «Монстры на каникулах» (2012).
Стив Бушеми продолжал свою телевизионную карьеру, участвуя в таких проектах, как драма Showtime «Сестра Джеки» (2009–2011) с Эди Фалько в главной роли, комедийный сериал NBC «Студия 30» с Тиной Фей и Алеком Болдуином (2009–2011), а также в шоу «Портландия» с 2014 по 2015 год. В это время он также снял 27 эпизодов своего веб-сериала «Скамейка в парке» с Стивом Бушеми (2014-2015).
В 2010 году Бушеми сыграл в драме HBO «Подпольная империя», где исполнил роль Эноха «Наки» Томпсона — коррумпированного политика из Атлантик-Сити в эпоху сухого закона. Его игра принесла ему премию «Золотой глобус» и две дополнительные номинации. В 2011 году он был ведущим Saturday Night Live на NBC. Он также появился в таких шоу, как «Портландия», «Неуязвимая Кимми Шмидт» и «Брод Сити», а также в фильмах с Адамом Сэндлером.
В 2016 году он снялся в политической драме «Норман», а затем в британском фильме «Опирайтесь на Пита». Его игра в «Смерти Сталина» (2017) получила высокую оценку. Бушеми продолжал сниматься в комедиях, таких как «Мёртвые не умирают» и озвучивать персонажей в анимационных фильмах.

## Личная жизнь
Бушеми вырос, произнося свое имя в американском варианте (/ b uː ˈ s ɛ m i /). Однако, на Сицилии, откуда берут свое начало его корни, оно звучит как / b uː ˈ ʃ ɛ m i /. Однажды он пошутил: 
«Я отправился на Сицилию, чтобы понять, что неправильно произношу свое имя».
В 1987 году Бушеми женился на Джо Андрес, с которой прожил до ее смерти 6 января 2019 года. У пары родился сын по имени Лучиан (родился в 1990).
В апреле 2001 года во время съемок фильма «Домашние беспорядки» в Уилмингтоне, Северная Каролина, Бушеми получил несколько ножевых ранений. Он вмешался в конфликт в баре между Винсом Воном, Скоттом Розенбергом и двумя местными жителями. После медицинского обследования его выписали из больницы.
Бушеми является фанатом группы Beastie Boys и снялся в музыкальном видео на их песню 2011 года «Make Some Noise», номинированном на MTV Video of the Year. У него также есть эпизод после титров в документальном фильме «Beastie Boys Story», где он иронизирует над провалом альбома Paul's Boutique: «Когда дерево упало в лесу, никто об этом не слышал».
Сейчас Бушеми живет в Парк-Слоуп, Бруклин, где в 2021 году получил ключ от города. Ранее он проживал в Сансет-Стрип, Лос-Анджелес.
8 мая 2024 года Бушеми стал жертвой нападения в Мидтауне, Нью-Йорк, где его ударили в лицо. 66-летний актер был доставлен в больницу с синяками и отеком, но его публицист подтвердил, что он поправился.

## Фильмография

### Актёр
| Год       |     | Русское название                                                           | Оригинальное название                                                   | Роль                             |
| --------- | --- | -------------------------------------------------------------------------- | ----------------------------------------------------------------------- | -------------------------------- |
| 1985      | ф   | Путь, как он есть                                                          | The Way It Is                                                           | Вилли/Рафаэль                    |
| 1985      | кор | Томми                                                                      | Tommy's                                                                 | Томми                            |
| 1986      | ф   | Прощальные взгляды                                                         | Parting Glances                                                         | Ник                              |
| 1986      | ф   | Лунатик                                                                    | Sleepwalk                                                               | рабочий                          |
| 1986      | с   | Не факт, что новости                                                       | Not Necessarily the News                                                | Нил                              |
| 1986      | с   | Полиция Майами                                                             | Miami Vice                                                              | Риклз                            |
| 1986      | ф   | Не пикник                                                                  | No Picnic                                                               | мертвый сутенёр                  |
| 1986      | ф   | Лихорадка в кинотеатре                                                     | Film House Fever                                                        | Тони                             |
| 1987      | с   | Уравнитель                                                                 | The Equalizer                                                           | Арчи                             |
| 1987      | ф   | Поцелуй папочку перед сном                                                 | Kiss Daddy Goodnight                                                    | Джонни                           |
| 1987      | кор | Мозги на арене                                                             | Arena Brains                                                            | агент                            |
| 1987      | ф   | Сердце                                                                     | Heart                                                                   | Ники                             |
| 1988      | ф   | Роковой звонок                                                             | Call Me                                                                 | «Ножик»                          |
| 1988      | ф   | Озарение                                                                   | Vibes                                                                   | Фред                             |
| 1988      | с   | Арбалет                                                                    | Crossbow                                                                | капитан стражи                   |
| 1988      | ф   | Сердце полуночи                                                            | Heart of Midnight                                                       | Эдди                             |
| 1989      | с   | Одинокий голубь                                                            | Lonesome Dove                                                           | Люк                              |
| 1989      | тф  | Нью-йоркские истории                                                       | New York Stories                                                        | Грегори Старк                    |
| 1989      | ф   | Рабы Нью-Йорка                                                             | Slaves of New York                                                      | Уилфредо                         |
| 1989      | тф  | Границы                                                                    | Borders                                                                 | Тед                              |
| 1989      | ф   | Таинственный поезд                                                         | Mystery Train                                                           | Чарли                            |
| 1989      | ф   | Ищейки с Бродвея                                                           | Bloodhounds of Broadway                                                 | Вилли «Нытик Вилли»              |
| 1989      | кор | Кофе и сигареты II                                                         | Coffee and Cigarettes II                                                | официант                         |
| 1990      | с   | Монстры                                                                    | Monsters                                                                | Джон Деннис                      |
| 1990      | ф   | Сказки с тёмной стороны                                                    | Tales from the Darkside: The Movie                                      | Эдвард Беллингем                 |
| 1990      | ф   | Король Нью-Йорка                                                           | King of New York                                                        | «Пробирка»                       |
| 1990      | ф   | Сила обстоятельств                                                         | Force of Circumstance                                                   | Верджил                          |
| 1990      | ф   | Перекрёсток Миллера                                                        | Miller's Crossing                                                       | «Норка» Ларуи                    |
| 1990      | с   | Против закона                                                              | Against the Law                                                         | Тимми Лоуэл                      |
| 1991      | ф   | Зандали                                                                    | Zandalee                                                                | мужчина                          |
| 1991      | ф   | Бартон Финк                                                                | Barton Fink                                                             | Чет                              |
| 1991      | ф   | Билли Батгейт                                                              | Billy Bathgate                                                          | Ирвинг Нитцберг                  |
| 1991      | с   | Закон Лос-Анджелеса                                                        | L.A. Law                                                                | Дэвид Ли                         |
| 1991      | ф   | Жизнь прекрасна                                                            | Life Is Nice                                                            | продавец                         |
| 1991      | кор | Приключения Пита и Пита: Большая гонка                                     | The Adventures of Pete & Pete: The Big Race                             | Фил Хикл                         |
| 1992      | ф   | Клод                                                                       | Claude                                                                  | Дэнни                            |
| 1992      | ф   | Бешеные псы                                                                | Reservoir Dogs                                                          | мистер Розовый                   |
| 1992      | ф   | В супе                                                                     | In the Soup                                                             | Альдольфо Ролло                  |
| 1992      | ф   | Вкривь и вкось                                                             | CrissCross                                                              | Луис                             |
| 1992      | с   | Без ума от тебя                                                            | Mad About You                                                           | Хоуи Бэлинджер                   |
| 1993      | ф   | Двадцать долларов                                                          | Twenty Bucks                                                            | Фрэнк                            |
| 1993      | ф   | Восходящее солнце                                                          | Rising Sun                                                              | Вилли «Хорёк» Вильгельм          |
| 1993      | с   | Байки из склепа                                                            | Tales from the Crypt                                                    | Айк                              |
| 1993      | тф  | Последний изгой                                                            | The Last Outlaw                                                         | Фило                             |
| 1993      | ф   | Эд и его покойная мамаша                                                   | Ed and His Dead Mother                                                  | Эд Чилтон                        |
| 1994      | кор | Что случилось с Питом                                                      | What Happened to Pete                                                   | незнакомец                       |
| 1994      | ф   | Криминальное чтиво                                                         | Pulp Fiction                                                            | Бадди Холли                      |
| 1994      | ф   | Пустоголовые                                                               | Airheads                                                                | Рекс                             |
| 1994      | ф   | Любить кого-то                                                             | Somebody to Love                                                        | Микки                            |
| 1994      | ф   | Я и мафия                                                                  | Who Do I Gotta Kill?                                                    | Фред                             |
| 1994—1996 | с   | Приключения Пита и Пита                                                    | The Adventures of Pete & Pete                                           | Фил Хикл                         |
| 1994      | ф   | В поисках одноглазого Джимми                                               | The Search for One-eye Jimmy                                            | Эд Хойт                          |
| 1994      | ф   | Подручный Хадсакера                                                        | The Hudsucker Proxy                                                     | бармен                           |
| 1994      | ф   | Путаница                                                                   | Floundering                                                             | Нед                              |
| 1995      | ф   | Жизнь в забвении                                                           | Living in Oblivion                                                      | Ник Рив                          |
| 1995      | ф   | Билли Мэдисон                                                              | Billy Madison                                                           | Дэнни Макграт                    |
| 1995      | с   | Убойный отдел                                                              | Homicide: Life on the Street                                            | Гордон Пратт                     |
| 1995      | ф   | Мертвец                                                                    | Dead Man                                                                | бармен                           |
| 1995      | ф   | Отчаянный                                                                  | Desperado                                                               | Бушеми                           |
| 1995      | ф   | Чем заняться мертвецу в Денвере                                            | Things to Do in Denver When You're Dead                                 | Мистер Ш-ш-ш                     |
| 1996      | ф   | Фарго                                                                      | Fargo                                                                   | Карл Шоуолтер                    |
| 1996      | кор | Черные воздушные змеи                                                      | Black Kites                                                             | Отец                             |
| 1996      | ф   | Под сенью крон                                                             | Trees Lounge                                                            | Томми                            |
| 1996      | ф   | Канзас-Сити                                                                | Kansas City                                                             | Джонни Флинн                     |
| 1996      | ф   | Побег из Лос-Анджелеса                                                     | Escape from L.A.                                                        | Эдди «Звёздная карта»            |
| 1997      | ф   | Воздушная тюрьма                                                           | Con Air                                                                 | Гарланд Грин                     |
| 1997      | ф   | Настоящая блондинка                                                        | The Real Blonde                                                         | Ник Рив                          |
| 1998      | ф   | Большой Лебовски                                                           | The Big Lebowski                                                        | Донни                            |
| 1998      | с   | Шоу Дрю Кэри                                                               | The Drew Carey Show                                                     | Мистер Маркетти                  |
| 1998      | ф   | Певец на свадьбе                                                           | The Wedding Singer                                                      | Дэйв Велтри                      |
| 1998      | ф   | Самозванцы                                                                 | The Impostors                                                           | «Счастливчик» Фрэнк              |
| 1998      | ф   | Армагеддон                                                                 | Armageddon                                                              | «Рокхаунд»                       |
| 1998      | ф   | Луис и Фрэнк                                                               | Louis & Frank                                                           | Дрексель                         |
| 1998      | док | Божественный мусор                                                         | Divine Trash                                                            | камео                            |
| 1999      | ф   | Большой папа                                                               | Big Daddy                                                               | бездомный                        |
| 2000      | ф   | Зверофабрика                                                               | Animal Factory                                                          | А.Р. Хоссспак                    |
| 2000      | ф   | 28 дней                                                                    | 28 Days                                                                 | Корнелл Шоу                      |
| 2001      | ф   | Наперекосяк                                                                | Double Whammy                                                           | Джерри Каббинс                   |
| 2001      | ф   | Призрачный мир                                                             | Ghost World                                                             | Сеймур                           |
| 2001      | мф  | Последняя фантазия: Духи внутри                                            | Final Fantasy: The Spirits Within                                       | Нейл Флеминг                     |
| 2001      | ф   | Серая зона                                                                 | The Grey Zone                                                           | «Хеш» Абрамович                  |
| 2001      | мф  | Корпорация монстров                                                        | Monsters, Inc.                                                          | Рэндалл Боггс                    |
| 2001      | ки  |                                                                            | Monsters, Inc.                                                          | Рэндалл Боггс                    |
| 2001      | ки  |                                                                            | Monsters, Inc. Scream Team                                              | Рэндалл Боггс                    |
| 2001      | ф   | Скрытая угроза                                                             | Domestic Disturbance                                                    | Рэй Коулман                      |
| 2001      | ки  |                                                                            | Monsters, Inc. Scream Team Training                                     | Рэндалл Боггс                    |
| 2001      | ки  |                                                                            | Monsters, Inc. Wreck Room Arcade                                        | Рэндалл Боггс                    |
| 2002      | тф  | Проект Ларами                                                              | The Laramie Project                                                     | Док О'Коннор                     |
| 2002      | ф   | Тринадцать лун                                                             | 13 Moons                                                                | спятивший клоун                  |
| 2002      | ф   | Любовь во времена, когда деньги решают все                                 | Love in the Time of Money                                               | Мартин Канкл                     |
| 2002      | ки  |                                                                            | Monsters, Inc. Pinball Panic                                            | Рэндалл Боггс                    |
| 2002      | ки  |                                                                            | Monsters, Inc. Scream Arena                                             | Рэндалл Боггс                    |
| 2002      | ф   | Миллионер поневоле                                                         | Mr. Deeds                                                               | безумный бродяга                 |
| 2002      | ф   | Дети шпионов 2: Остров несбывшихся надежд                                  | Spy Kids 2: The Island of Lost Dreams                                   | Ромеро                           |
| 2003      | ф   | Дети шпионов 3: Игра окончена                                              | Spy Kids 3-D: Game Over                                                 | Ромеро                           |
| 2003      | ф   | Кофе и сигареты                                                            | Coffee and Cigarettes                                                   | Дэнни                            |
| 2003      | ф   | Крупная рыба                                                               | Big Fish                                                                | Нортен Уинслоу                   |
| 2003—2007 | мс  | Симпсоны                                                                   | The Simpsons                                                            | Дуайт/камео                      |
| 2004—2006 | с   | Клан Сопрано                                                               | The Sopranos                                                            | Тони Бландетто                   |
| 2004      | мф  | Не бей копытом                                                             | Home on the Range                                                       | Уэсли                            |
| 2004      | с   | Тэннер против Тэннера                                                      | Tanner on Tanner                                                        | камео                            |
| 2005      | кор | Кто здесь главный                                                          | Who's the Top                                                           | Симон                            |
| 2005      | ф   | Остров                                                                     | The Island                                                              | Джеймс «Мак» Маккорд             |
| 2005      | ф   | Любовь и сигареты                                                          | Romance & Cigarettes                                                    | Анджело                          |
| 2006      | ф   | Реклама для гения                                                          | Art School Confidential                                                 | Боб «Бродвейский Боб» Д'Аннунцио |
| 2006      | ф   | Париж, я люблю тебя                                                        | Paris, je t'aime                                                        | турист                           |
| 2006      | мф  | Дом-монстр                                                                 | Monster House                                                           | Хорас Небберкрякер               |
| 2006      | ф   | Чокнутый                                                                   | Delirious                                                               | Лес Гэлэнтайн                    |
| 2006      | ф   | Паутина Шарлотты                                                           | Charlotte’s Web                                                         | Темплтон                         |
| 2007      | ф   | Кажется, я люблю свою жену                                                 | I Think I Love My Wife                                                  | Джордж Сианидис                  |
| 2007      | док | Пыль к пыли: последствия событий 11 сентября для здоровья                  | Dust to Dust: The Health Effects of 9/11                                | рассказчик                       |
| 2007      | ф   | Чак и Ларри: Пожарная свадьба                                              | I Now Pronounce You Chuck and Larry                                     | Клинт Фитцер                     |
| 2007—2013 | с   | Студия 30                                                                  | 30 Rock                                                                 | Ленни Возняк                     |
| 2008      | мф  | Я грязный!                                                                 | I'm Dirty!                                                              | экскаватор-погрузчик             |
| 2008      | с   | Скорая помощь                                                              | ER                                                                      | Арт Мастерсон                    |
| 2008      | мф  | Игорь                                                                      | Igor                                                                    | СоВсехНог                        |
| 2009      | ф   | Посланник                                                                  | The Messenger                                                           | Дэйл Мартин                      |
| 2009      | ф   | Йон Рабе                                                                   | John Rabe                                                               | доктор Роберт Уилсон             |
| 2009      | ф   | Гнев                                                                       | Rage                                                                    | Фрэнк                            |
| 2009      | ф   | Красавчик Гарри                                                            | Handsome Harry                                                          | Томас Келли                      |
| 2009      | ф   | Святой Джон из Лас-Вегаса                                                  | Saint John of Las Vegas                                                 | Джон Алигьери                    |
| 2009      | ф   | Миссия Дарвина                                                             | G-Force                                                                 | Баки                             |
| 2009      | ф   | Бунтующая юность                                                           | Youth in Revolt                                                         | Джордж Твисп                     |
| 2010      | ф   | Одноклассники                                                              | Grown Ups                                                               | Уайли                            |
| 2010      | ф   | Избранный                                                                  | The Chosen One                                                          | Нил                              |
| 2010—2014 | с   | Подпольная империя                                                         | Boardwalk Empire                                                        | Енох «Наки» Томпсон              |
| 2010      | ф   | Пит Смаллс мёртв                                                           | Pete Smalls Is Dead                                                     | Берни Лейк                       |
| 2011      | кор | Борьба за ваше право                                                       | Fight for Your Right Revisited                                          | Уолтер                           |
| 2011—2017 | с   | Портландия                                                                 | Portlandia                                                              | различные роли                   |
| 2011      | ф   | Бастион                                                                    | Rampart                                                                 | Билл Благо                       |
| 2012      | ф   | На дороге                                                                  | On the Road                                                             | продавец                         |
| 2012      | мф  | Монстры на каникулах                                                       | Hotel Transylvania                                                      | Уэйн                             |
| 2013      | ф   | Невероятный Бёрт Уандерстоун                                               | The Incredible Burt Wonderstone                                         | Энтон Марвелтон                  |
| 2013      | мф  | Университет монстров                                                       | Monsters University                                                     | Рэндалл Боггс                    |
| 2013      | ф   | Одноклассники 2                                                            | Grown Ups 2                                                             | Уайли                            |
| 2013      | мф  | Король сафари                                                              | Khumba                                                                  | Скалк                            |
| 2014      | ф   | Перерыв на бездумье                                                        | Time Out of Mind                                                        | художник                         |
| 2014      | ф   | Сапожник                                                                   | The Cobbler                                                             | Джимми                           |
| 2014      | кор | Моя депрессия (Ее взлеты и падения)                                        | My Depression (The Up and Down and Up of It)                            | «Мысли о самоубийстве»           |
| 2014      | док | Хорошая работа: истории о FDNY                                             | A Good Job: Stories of the FDNY                                         | камео                            |
| 2015      | с   | События Прошедшей Недели С Джоном Оливером                                 | Last Week Tonight with John Oliver                                      | камео                            |
| 2015      | мф  | Монстры на каникулах 2                                                     | Hotel Transylvania 2                                                    | Уэйн                             |
| 2015      | ф   | Нелепая шестёрка                                                           | The Ridiculous 6                                                        | Док Гриффин                      |
| 2016      | кор | Милдред и умирающая гостиная                                               | Mildred & The Dying Parlor                                              | Рик                              |
| 2016      | ф   | Стратегия Оппенгеймера                                                     | Oppenheimer Strategies                                                  | Рабби Блюменталь                 |
| 2016      | вс  | Хорас и Пит                                                                | Horace and Pete                                                         | Пит VIII                         |
| 2016      | мс  | Закусочная Боба                                                            | Bob's Burgers                                                           | Том Инноченти                    |
| 2016      | мс  | Внутри Эми Шумер                                                           | Inside Amy Schumer                                                      | камео                            |
| 2016—2019 | с   | Несгибаемая Кимми Шмидт                                                    | Unbreakable Kimmy Schmidt                                               | камео                            |
| 2017      | мф  | Босс-молокосос                                                             | The Boss Baby                                                           | Фрэнсис Фрэнсис                  |
| 2017      | ф   | Не ужин для корреспондентов в Белом доме                                   | Not the White House Correspondents' Dinner                              | Доктор Стив Бушеми               |
| 2017      | мс  | Нео Йокио                                                                  | Neo Yokio                                                               | судья                            |
| 2017      | с   | Электрические сны Филипа К. Дика                                           | Philip K. Dick's Electric Dreams                                        | Эд Моррис                        |
| 2017      | с   | Брод Сити                                                                  | Broad City                                                              | грабитель                        |
| 2017—2023 | мс  | Губка Боб Квадратные Штаны                                                 | SpongeBob SquarePants                                                   | Дорсел Дэн                       |
| 2017      | мф  | Трансформеры: Последний рыцарь                                             | Transformers: The Last Knight                                           | Дэйтрейдер                       |
| 2017      | ф   | Положитесь на Пита                                                         | Lean on Pete                                                            | Дель Монтгомери                  |
| 2017      | ф   | Смерть Сталина                                                             | The Death of Stalin                                                     | Никита Сергеевич Хрущёв          |
| 2018      | ф   | Нэнси                                                                      | Nancy                                                                   | Лео Линч                         |
| 2018      | ф   | Неделя до…                                                                 | The Week Of                                                             | Чарльз                           |
| 2018      | мф  | Монстры на каникулах 3: Море зовёт                                         | Hotel Transylvania 3: Summer Vacation                                   | Уэйн                             |
| 2018      | мс  | Елена — принцесса Авалора                                                  | Elena of Avalor                                                         | Салосо                           |
| 2019—2023 | мс  | Чудотворцы                                                                 | Miracle Workers                                                         | различные роли                   |
| 2019      | ф   | Мёртвые не умирают                                                         | The Dead Don't Die                                                      | Фрэнк Миллер                     |
| 2020      | мс  | Скуби-Ду и угадай кто?                                                     | Scooby-Doo and Guess Who?                                               | камео/Паоло Бушеми               |
| 2020      | ф   | Король Стейтен-Айленда                                                     | The King of Staten Island                                               | дедуля                           |
| 2020      | ф   | Хэллоуин Хьюби                                                             | Hubie Halloween                                                         | Уолтер Ламберт                   |
| 2021      | мс  | Рик и Морти                                                                | Rick and Morty                                                          | Эдди                             |
| 2022      | мф  | Монстры на каникулах 4: Трансформания                                      | Hotel Transylvania: Transformania                                       | Уэйн                             |
| 2022      | ф   | За один год                                                                | The Year Between                                                        | Дон Миллер                       |
| 2023      | с   | Ничегошеньки                                                               | Bupkis                                                                  | отец Мак                         |
| 2023      | мс  | Дигман!                                                                    | Digman!                                                                 | антиквар                         |
| 2023      | мс  | Сториботы: Время ответов                                                   | StoryBots: Answer Time                                                  | мистер Отверженный               |
| 2023      | ф   | Друзья по отпуску 2                                                        | Vacation Friends 2                                                      | Риз Хэкфорд                      |
| 2023      | ф   | День борьбы                                                                | Day of the Fight                                                        | дядя                             |
| 2023—2024 | мс  | Крапополис                                                                 | Krapopolis                                                              | Гефест                           |
| 2024      | мф  | Кэрол и Грей                                                               | Carole & Grey                                                           | оборотень                        |
| 2024      | с   | Умерь свой энтузиазм                                                       | Curb Your Enthusiasm                                                    | Майк Дикарло                     |
| 2024      | мс  | Монстры за работой                                                         | Monsters at Work                                                        | Рэндалл Боггс                    |
| 2024      | ф   | Поверхностная история о писателе, который решил написать о серийном убийце | The Shallow Tale of a Writer Who Decided to Write About a Serial Killer | Коллмик                          |
| 2024      | с   | Фантазмы                                                                   | Fantasmas                                                               | Кью                              |
| 2024      | мс  | Лагерь «Коралл»: Детство Губки Боба                                        | Kamp Koral: SpongeBob’s Under Years                                     | Дорсал Дэн                       |
| 2024      | кор | Коричневая собака                                                          | The Brown Dog                                                           | диктор                           |
| 2024      | мф  | Трансформеры: Начало                                                       | Transformers One                                                        | Старскрим                        |
| 2025      | с   | Киностудия                                                                 | The Studio                                                              | камео                            |
| 2025      | мс  | Большой рот                                                                | Big Mouth                                                               | Мистер Розовый                   |
| 2025      | мф  | Скотный двор                                                               | Animal Farm                                                             | Мистер Уимпер                    |
| 2025      | с   | Покерфейс                                                                  | Poker Face                                                              | «хороший приятель»               |
| 2025      | ф   | Счастливчик Гилмор 2                                                       | Happy Gilmore 2                                                         | Плохой сосед Пэт                 |
| 2025      | с   | Уэнздей                                                                    | Wednesday                                                               | Барри Дорт                       |
| 2025      | ф   | Клара и Солнце                                                             | Klara and the Sun                                                       |                                  |

### Режиссёр
- 1992 — «Что случилось с Питом» / What Happened to Pete
- 1996 — «Под сенью крон» / Trees Lounge
- 2000 — «Зверофабрика» / Animal Factory
- 2002 — «Жёны бейсболистов» / Baseball Wives (телефильм)
- 2005 — «Одинокий Джим» / Lonesome Jim
- 2007 — «Интервью» / Interview
- сериал «Клан Сопрано» (4 серии; 2001, 2002, 2004, 2006)

## Награды и номинации

### Награды
2011 год — премия Гильдии киноактёров США
- Лауреат в номинации «За лучшую мужскую роль в драматическом сериале» («Подпольная империя»)

2010 год — премия «Золотой глобус»
- Лауреат в номинации «Лучшая мужская роль в телесериале (драма)» («Подпольная империя»)

2010 год — премия Гильдии киноактёров США
- Лауреат в номинации «За лучшую мужскую роль в драматическом сериале» («Подпольная империя»)

1993 год — премия «Независимый дух» за фильм «Бешеные псы» (1992)
- Лауреат в номинации «Лучшая мужская роль второго плана»

### Номинации
2015 год — премия Гильдии киноактёров США
- Лучший актёр в драматическом телесериале — «Подпольная империя»

2014 год — премия «Эмми»
- Лучший приглашённый актёр в комедийном телесериале — «Портландия»

2013 год — премия «Золотой глобус»
- Лучший актёр в драматическом телесериале — «Подпольная империя»

2013 год — премия Гильдии киноактёров США
- Лучший актёр в драматическом телесериале — «Подпольная империя»

2012 год — премия «Золотой глобус»
- Лучший актёр в драматическом телесериале — «Подпольная империя»

2012 год — премия «Эмми»
- Лучший актёр в драматическом телесериале — «Подпольная империя»

2011 год — премия «Эмми»
- Лучший актёр в драматическом телесериале — «Подпольная империя»

2008 год — премия «Эмми»
- Лучший приглашённый актёр в комедийном телесериале — «Студия 30»

2005 год — кинофестиваль «Санденс»
- Гран-при в категории «Драматический фильм» — «Одинокий Джим»

2004 год — премия «Эмми»
- Лучший актёр второго плана в драматическом телесериале — «Клан Сопрано»

2002 год — премия «Золотой глобус»
- Лучшая мужская роль второго плана — «Мир призраков» (2001)

2001 год — премия «Эмми»
- Лучшая режиссура драматического телесериала — «Клан Сопрано» (эпизод Pine Barrens)

1997 год — премия канала «MTV»
- Номинация на лучший экранный дуэт — «Фарго»